# Eupithecia intimata
Eupithecia intimata là một loài bướm đêm trong họ Geometridae.